# Мельничный Ручей (станция)
Ме́льничный Руче́й — железнодорожная станция Октябрьской железной дороги. Расположена в одноимённом микрорайоне города Всеволожска Ленинградской области.

## История
Разъезд Мельничный Ручей был открыт в 1892 году в составе Ириновской узкоколейной железной дороги. Первоначально располагалась восточней, за чертой поселения, в месте пересечения железнодорожного полотна Мельничным ручьём. В 1892 году Ириновское промышленное общество открыло узкоколейную дорогу между Охтой и селом Ириновка. В 1896 году был открыт второй участок Ириновской узкоколейной железной дороги от станции Мельничный Ручей до села Шереметьевка.  

МЕЛЬНИЧНЫЙ РУЧЕЙ — станция Ириновско-Шлиссельбургской жел. дороги при Мельничном ручье 1 двор, 9 жителей м. п. (1896 год)

Для дальнейшего развития по дороге дачного движения и для более удобного распределения, как подвижного состава, та к и грузов, в 1909 году бывший пост Мельничий Ручей, где разветвлялись Борисо-гривская и Шереметьевская линии, был развит под узловую станцию, с постройкой при ней паровозного сарая на 2 стойла и жилого помещения. С введением летнего расписания 1910 года все поезда, доходившие прежде до Рябово были продлены до преобразованной в тарифный пункт ст. Мельничий Ручей. 

В 1923 году эта дорога была заменена ширококолейной и спрямлена в черте посёлка Всеволожский, а станция была перенесена на один километр западней, на её нынешнее место.
В 1931, 1935, 1937 и 1942 годах станция Мельничный Ручей была местом формирования эшелонов для депортации из пределов Всеволожского района местных ингерманландских финнов.
В 1958 году станция была электрифицирована в составе участка Финляндский вокзал — Мельничный Ручей. Станция является конечной для части электропоездов, следующих от Финляндского вокзала Санкт-Петербурга.

МЕЛЬНИЧНЫЙ РУЧЕЙ — дома при ж.-д. ст., Щегловский сельсовет, 5 хозяйств, 11 душ. (1926 год)

Во время Великой Отечественной войны на станции Мельничный Ручей были развёрнуты следующие медицинские учреждения:
- Эвакуационный приёмник № 138 (1941)
- Полевой подвижный госпиталь № 731 (1941)
- Инфекционный госпиталь № 855 (1941)
- Полевой подвижный госпиталь № 2205 (1941)
- Госпиталь для легкораненых № 2582 (1943)[14].

В марте 1942 года, на основании постановления Военного совета Ленинградского фронта № 00713 «О выселении из Ленинграда в административном порядке социально опасного элемента», со станции Мельничный Ручей были отправлены пять эшелонов с депортируемыми в Сибирь ингерманландцами. Отправленные 15, 17 и 19 марта эшелоны состояли из 50 вагонов. В каждом эшелоне размещалось по 2000 человек. 27 марта были отправлены ещё два эшелона, состоявших из 25 вагонов.

## Описание
Является узловой: далее дорога разветвляется на две линии — на Ладожское Озеро и Невскую Дубровку.
На станции шесть путей, три из которых электрифицированы. Только эти три пути и используются для пассажирского движения. За станцией имеются два тупика для отстоя электричек. К станции подходят несколько подъездных путей, из-за этого на ней часто стоят грузовые составы и производится маневровая работа тепловозом М62.
На станции три изогнутые платформы: две островных (одна недействующая, использовалась для прохода электропоездов от Ленинграда при строительстве пешеходного тоннеля-перехода  ( первые два пути при этом были  временно тупиковыми ), и одна боковая. Этот  подземный пешеходный переход — единственный на Ириновском направлении. Вокзал деревянный, обшитый новой вагонкой. Зимой 2010 года произведён ремонт кассового зала, в результате которого убрана старая печь отопления.
Из-за кривизны платформ, в электричках, следующих в сторону Всеволожска, помощник машиниста следит за посадкой из задней кабины.
С 17 октября 2016 года назначены четыре пары электропоездов Ласточка: Санкт-Петербург-Финляндский — Мельничный Ручей — Санкт-Петербург-Финляндский.